# 藤縄祐爾
藤縄 祐爾（ふじなわ ゆうじ、1941年（昭和16年）9月22日 - ）は、日本の陸上自衛官。第26代陸上幕僚長、第23代統合幕僚会議議長。兵庫県出身。

## 略歴
- 1960年（昭和35年）：兵庫県立龍野高等学校を卒業し[1]防衛大学校に入校
- 1964年（昭和39年）3月：防衛大学校第8期卒業（応用物理学専攻）、陸上自衛隊に入隊
- 1965年（昭和40年）：第24普通科連隊に配属
- 1969年（昭和44年）：陸上自衛隊幹部候補生学校
- 1972年（昭和47年）：陸上自衛隊幹部学校指揮幕僚課程学生
- 1974年（昭和49年）：第1普通科連隊重迫撃砲中隊長（3等陸佐）
- 1976年（昭和51年）：陸上幕僚監部第3部（現在の防衛部）
- 1978年（昭和53年）：陸上幕僚監部 防衛部防衛課
- 1979年（昭和54年）1月：2等陸佐
- 1980年（昭和55年）：米国留学（米陸軍指揮幕僚大学指揮幕僚課程）
- 1981年（昭和56年）：陸上幕僚監部人事部補任課
- 1983年（昭和58年）7月：1等陸佐
- 1984年（昭和59年）8月：防衛研究所一般課程
- 1985年（昭和60年）8月8日：北部方面総監部防衛部防衛課長
- 1986年（昭和61年）8月1日：第29普通科連隊長 兼 倶知安駐屯地司令
- 1988年（昭和63年）3月16日：陸上幕僚監部教育訓練部訓練課長
- 1989年（平成元年）6月30日：陸将補に昇任
- 1990年（平成02年）3月16日：中部方面総監部幕僚副長
- 1992年（平成04年）6月16日：陸上幕僚監部人事部長
- 1994年（平成06年）7月1日：陸将に昇任。第20代 第7師団長に就任
- 1995年（平成07年）6月30日：第34代 陸上幕僚副長に就任
- 1996年（平成08年）7月1日：第28代 東部方面総監に就任
- 1997年（平成09年）7月1日：第26代 陸上幕僚長に就任
- 1999年（平成11年）3月31日：第23代 統合幕僚会議議長に就任
- 2001年（平成13年）3月27日：退官
- 2013年（平成25年）4月29日：瑞宝重光章を受章[2]

## 栄典
- 瑞宝重光章 - 2013年（平成25年）4月29日